# Xterm

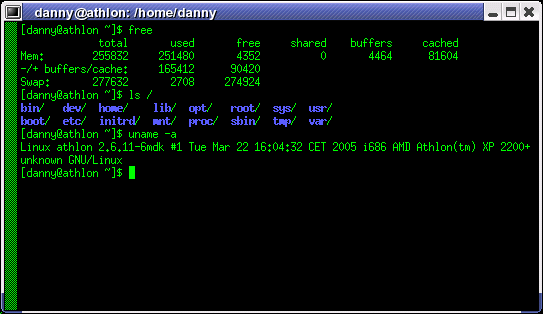
xterm 4.5 em execução

O xterm é um emulador de terminais leve e direto. Ele é usado como base para vários outros emuladores de terminais, como o Aterm. Como não é atado a nenhuma biblioteca, pode ser usado por todos que usam o X11, sendo parte deste.

## Opções de linha de comando
Aqui vão algumas opções de linha de comando:
| Opção             | O que faz                                  | Exemplo de uso          |
| ----------------- | ------------------------------------------ | ----------------------- |
| -bg <cor>         | Especifica a cor do fundo                  | -bg black               |
| -fg <cor>         | Especifica a cor do texto                  | -fg green               |
| -cr <cor>         | Especifica a cor do cursor                 | -cr white               |
| -geometry <geom>  | Especifica a geometria e posição da janela | -geometry 80x40+100+250 |
| -title '<título>' | Especifica o título da janela              | -title 'Wikipédia'      |
| -e "<comando>"    | Executa um comando dentro do novo terminal | -e mc                   |